# Oroligheterna i Israel-Libanon 2010
Oroligheter Israel–Libanon 2010 gäller oroligheterna mellan Israel och Libanon den 3 augusti 2010, då libanesisk militär attackerade Israels militär. Enligt libanesiska uppgifter berodde det på att den israeliska militären gick in på Libanons territorium. Enligt israeliska uppgifter öppnade libaneserna eld mot israeliska soldater som befann sig på israeliskt territorium. Tre libanesiska soldater och en israelisk soldat uppes ha dödats i oroligheterna som är de första dödliga attackerna mellan de två länderna sedan 2006 års krig.